# Roupen III
Roupen III (en arménien Ռուբեն Գ), né en 1145 et mort le 3 février 1187, est un prince des Montagnes roupénide ayant régné de 1175 à 1187. Il est un fils de Stéphane d'Arménie et de Rita de Barbaron. Ses grands-pères sont Léon Ier, prince des Montagnes, et Smbat Ier d'Arménie, seigneur héthoumide de Barbaron.

## Biographie
Leur père ayant été assassiné en 1165, et leur oncle Mleh d'Arménie ayant pris le pouvoir avec l'aide de l'émir Nur ad-Din, Roupen et son frère Léon font rapidement figures de chefs de file de l'opposition au prince. Par sécurité, ils se réfugient chez leur oncle Paguran, seigneur de Barbaron. Les soldats de Mleh assassinent ce dernier en 1175 et appellent Roupen pour le mettre sur le trône.
À cette époque, les Byzantins, gravement défaits par les Seldjoukides à la bataille de Myriokephalon (1176), ne sont plus une menace pour les Arméniens de Cilicie, car occupés à contenir l'avance des Seldjoukides. Il efface tous les restes de l'islamophilie de son oncle Mleh et renoue avec les États latins d'Orient en se mariant avec une noble du royaume de Jérusalem. Mais des différends persistent avec son voisin le prince d'Antioche qui, pour l'affaiblir, soutient le plus puissant de ses vassaux, Héthoum II, seigneur de Lampron et époux d'une fille de Thoros II. Roupen doit assiéger le château de son vassal pour le remettre au pas. Cet épisode est symptomatique de l'agitation de la noblesse arménienne.
Le prince Bohémond III d'Antioche l'invite à Antioche, mais en profite pour le faire prisonnier, en 1182. Son frère Léon attaque Antioche pour le faire libérer, mais n'y parvient qu'en échange des villes de Mopsueste et d'Adana. À peine libre, Roupen reprend les deux villes.
Il se fait ensuite moine, cédant le pouvoir à son frère Léon II, et meurt le 3 février 1187.

## Mariage et enfants
Il épouse en 1181 Isabelle de Toron, fille d'Onfroy III de Toron, seigneur d'Outre-Jourdain et d'Étiennette de Milly. De ce mariage naissent :
- Alix (1182, morte après 1234), mariée (en 1189) à Héthoum de Sassoun (mort en 1193), seigneur de Missis, puis (en 1194) à Raymond IV de Tripoli (1169-1198), comte de Tripoli, et enfin en 1220 à Vahram (mort en 1222), seigneur de Korikos.
- Philippa (1183, morte avant 1219), mariée en 1189 à Shahanshah de Sassoun (mort en 1193), seigneur de Selefke, puis en 1214 à Théodore Ier Lascaris, empereur de Nicée.